# Greifswalds universitet

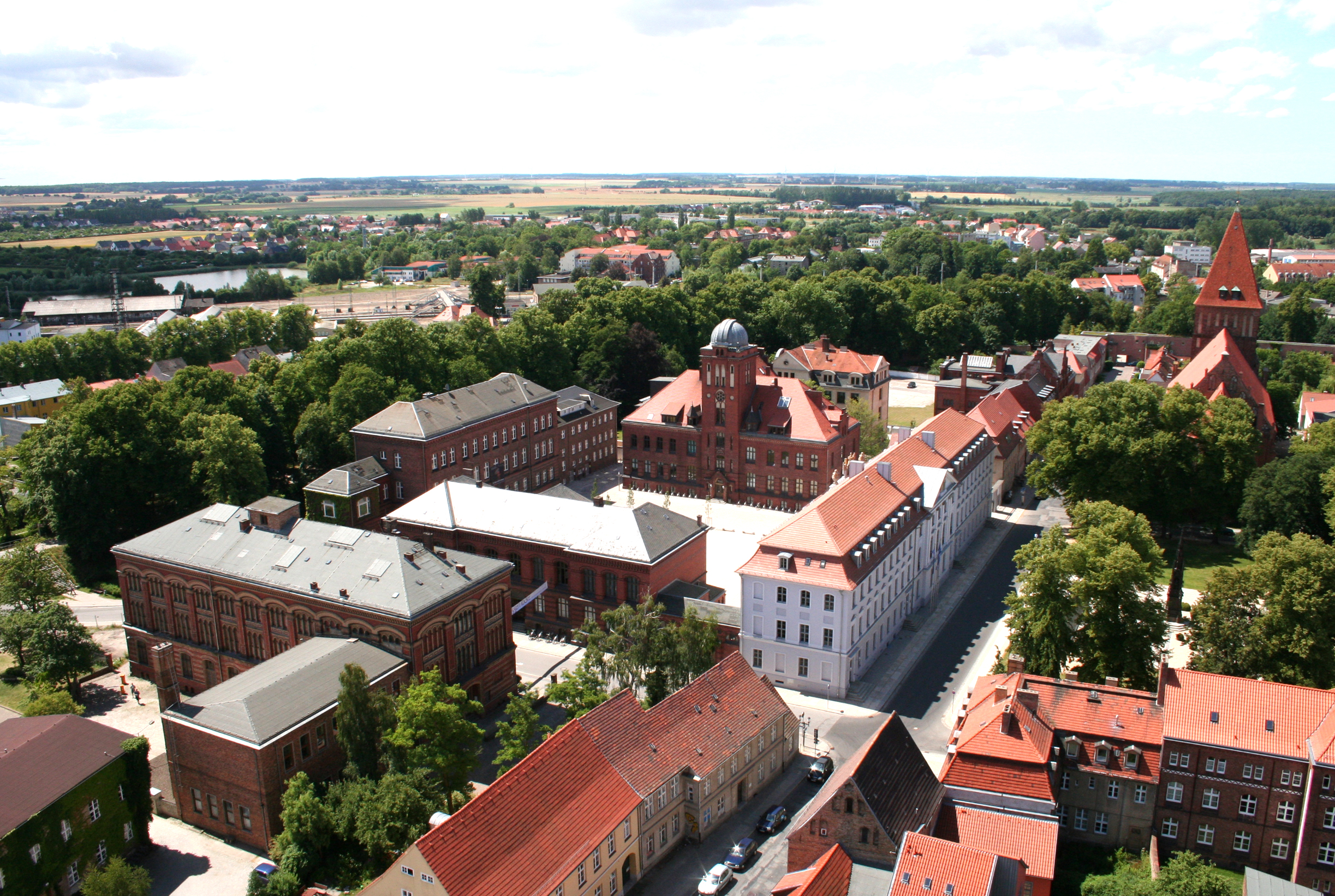
Greifswalds universitets huvudbyggnad.

Greifswalds universitet (tyska: Universität Greifswald, latin: Universitas Gryphisvaldensis) är ett universitet i den tyska staden Greifswald, grundlagt 1456. Universitet är organiserat i fem fakulteter.

## Historik
År 1456 grundades Greifswalds universitet på initiativ av Heinrich Rubenow. Som stad i Vorpommern (Svenska Pommern) fick Greifswald den svenske kungen som länsherre 1648. Området var i egentlig mening en del av Sverige endast från Tysk-romerska rikets upphörande 1806 till 1815. Under hela denna period var universitetet av stor betydelse för Sverige som en intellektuell bro mellan Tyskland och Sverige. Drygt 1500 svenskar studerade i Greifswald när staden tillhörde Svenska Pommern.
År 1933 ändrades universitetets namn till Ernst-Moritz-Arndt-Universität Greifswald till minne av Ernst Moritz Arndt. Mellan åren 1945 och 1954 benämndes universitetet återigen Universität Greifswald och mellan 1954 och 2018 hette universitetet åter Ernst-Moritz-Arndt-Universität Greifswald.

## Studenter
Universitetet hade ungefär 12 300 studenter läsåret 2009/2010 och 12 452 studenter under 2011/2012. Under 2019/2020 hade universitetet 10 018 studenter.